# Sværdfisk
Sværdfisk (Xiphias gladius) er en pigfinnefisk i sværdfiskfamilien. Den lever normalt i overfladen, men jager ned til 800 meters dybde. Den lever globalt, og besøger de danske farvande nu og da. Den kan blive 17 år gammel og blive 4,5 meter lang og veje op til 650 kilo. En sværdfisk menes at kunne svømme med en hastighed på op til 100 kilometer i timen.
Sværdfisken er kendt for sin sværdformede forlængelse af overkæben. Sværdet bruger fisken til at slå til byttefisk med. Ved at slå med sværdet ind i en stime af byttefisk, slås nogle af fiskene bevidstløse, hvorefter sværdfisken vender rundt og æder dem.
Sværdfisken er en meget aggressiv rovfisk, som hovedsageligt lever af sild, makrel, hornfisk og blæksprutter.
Af anerkendte sportsfiskere anses sværdfisken som en af havets mest prestigefyldte og eftertragtede fangster[kilde mangler], da den er langt stærkere og hurtigere end den mere kendte, men langsommere og svagere tun.
Sværdfisk i Danmark
Den 31. juli 2008 blev der i garn fanget en sværdfisk i Roskilde Fjord. Fiskeren, Egon Christensen fra Jyllinge, fangede den i et bundgarn.
Det er fjerde gang på 20 år, at der er fanget eller fundet sværdfisk i Roskilde Fjord.